# Bosque nacional de Sam Houston
El bosque nacional de Sam Houston (en inglés: Sam Houston National Forest) es un bosque nacional de Estados Unidos —uno de los cuatro del Estado de Texas— que se encuentra a unos 80 km al norte de Houston. El bosque se administra junto con otros tres bosques nacionales y dos otros espacios protegidos ubicados enteramente en Texas, con oficinas comunes en Lufkin, Texas. Las unidades incluyen los bosques nacionales de Angelina, Davy Crockett, Sabine, y Sam Houston , además de Caddo y Lyndon B. Johnson Nacional. Hay oficinas de distrito de guardaparques ubicados en New Waverly.